# Marek Jurek
Marek Jurek (Gorzów Wielkopolski, 28 juni 1960) is een Poolse politicus en publicist. Hij was onder meer voorzitter van de Sejm (het Poolse lagerhuis), voorzitter van de partij Rechts van de Republiek, presidentskandidaat en Europarlementariër.

## Biografie
Marek Jurek studeerde geschiedenis aan de Adam Mickiewicz-Universiteit in Poznań en was in de jaren tachtig actief in de ondergrondse studentenbeweging. In de eerste (gedeeltelijk) vrije verkiezingen van 1989 werd hij namens Solidarność in de zogenaamde Contractsejm verkozen en in datzelfde jaar was hij medeoprichter van de katholiek-nationalistische partij Christelijk-Nationale Unie, een van de eerste politieke partijen die na de omwenteling in Polen zijn ontstaan. In 1991 werd hij namens deze partij in de Sejm herkozen, maar bij de verkiezingen van 1993 verloor hij zijn zetel. Van 1995 tot 2001 was hij lid van de Landelijke Raad voor Radiofonie en Televisie (KRRiT).
In 2001 verliet Jurek de ZChN en richtte met een aantal voormalige leden van de Conservatieve Volkspartij een nieuwe partij op, het Verbond van Rechts (Przymierze Prawicy, PP). Bij de verkiezingen van dat jaar vormde deze een gemeenschappelijke lijst met de nieuwe partij Recht en Rechtvaardigheid (PiS) en Jurek kwam terug in de Sejm. Toen beide partijen op 2 juni 2002 fuseerden, werd Jurek vicevoorzitter van de partij. Na de parlementsverkiezingen van 2005 werd Jurek voorzitter (marszałek) van de Sejm, het op twee na hoogste staatsambt. Op 13 april 2007 bood hij, nadat een voorgestelde grondwetswijziging tot bescherming van het ongeboren leven in de Sejm was gesneuveld, echter zijn ontslag aan en trad hij bovendien uit de PiS. Enkele dagen later richtte hij met vier andere leden van de PiS-fractie een eigen partij op, Rechts van de Republiek (Prawica Rzeczypospolitej, PR). Bij de parlementsverkiezingen was Jurek namens deze partij kandidaat voor een zetel in de Senaat, maar werd niet verkozen.
In 2010 was Jurek kandidaat in de presidentsverkiezingen, maar behaalde in de eerste ronde slechts 1,06% van de stemmen. Op 25 mei 2014 werd hij, dankzij een gemeenschappelijke lijst met de PiS, in het Europees Parlement verkozen, waar hij deel ging uitmaken van de ECH-fractie. Bij de Europese Parlementsverkiezingen van 2019 was hij kandidaat op de lijst van Kukiz'15, maar ditmaal wist hij geen zetel te bemachtigen.
Jurek staat bekend om zijn uiterst conservatieve denkbeelden. Zo heeft hij verklaard tegenstander van euthanasie, abortus, in-vitrofertilisatie, anticonceptie en elke vorm van legalisering van homoseksuele relaties te zijn.
- Gemeinsame Normdatei: 1246856212
- International Standard Name Identifier: 0000 0000 7908 3400
- Library of Congress Control Number: no2002115161
- Nationale Bibliotheek van Polen: a0000002316756
- Virtual International Authority File: 41519770
- WorldCat: E39PBJw4BrbjRfY8mjMxT7RR8C